# Glaphyrus pubescens
Glaphyrus pubescens är en skalbaggsart som beskrevs av Schweiger 1949. Glaphyrus pubescens ingår i släktet Glaphyrus och familjen Glaphyridae. Inga underarter finns listade i Catalogue of Life.